# عيريم (لحج)
عَيْرِيم هي إحدى قرى الجمهورية اليمنية. تتبع جغرافياً لمحافظة لحج وإداريًا لمديرية القبيطة. يبلغ تعداد سكانها 2582 نسمة حسب الإحصاء الذي أجري عام 2004.